# Ровне (округ Рімавска Собота)
Ровне (словац. Rovné, угор. Rónapatak) — село, громада в окрузі Рімавска Собота, Банськобистрицький край, Словаччина. Кадастрова площа громади — 9,16 км². Населення — 129 осіб (за оцінкою на 31 грудня 2017 р.).
Знаходиться за ~25 км на північ від адмінцентра округу міста Рімавска Собота.

## Історія
Перша згадка 1413 року як Rownapathak. Історичні назви: Ronapathaka (1450), Rowna (1559), Rowno (1571), Dobra Rowna (1600), Rono (1773), Rowno (1808), 1920-го як Rovné, Rovnô, угор. Rónapatak.

## Географія
Розташовується в південно-східній частині Словацьких Рудних гір в долині річки Блг.

## Населення
| Рік:            | 1994. | 2004.    | 2014.    | 2024.    |
| --------------- | ----- | -------- | -------- | -------- |
| Кількість осіб: | 189   | 165      | 131      | 106      |
| Різниця:        |       | -12,69 % | -20,60 % | -19,08 % |

| Рік:            | 2023. | 2024.   |
| --------------- | ----- | ------- |
| Кількість осіб: | 107   | 106     |
| Різниця:        |       | -0,93 % |